# Llista de videojocs d'Ubisoft
Aquest article és una llista de videojocs publicats per Ubisoft.

## Llista de videojocs
| Any  | Títol                                                                               | Plataforma(es) |
| ---- | ----------------------------------------------------------------------------------- | --- |
| 1986 | Fer et flamme                                                                       | Amstrad CPC |
| 1986 | Masque                                                                              | Amstrad CPC, Atari ST, MS-DOS                                                                                                 |
| 1986 | Zombi                                                                               | Amstrad CPC, Atari ST, MS-DOS, Amiga, Commodore 64, ZX Spectrum                                                               |
| 1987 | Asphalt                                                                             | Amstrad CPC |
| 1987 | Final Command                                                                       | Amstrad CPC, Atari ST, Amiga                                                                                                  |
| 1987 | Gabrielle                                                                           | Amstrad CPC, Atari ST, MS-DOS                                                                                                 |
| 1987 | Inertie                                                                             | Amstrad CPC |
| 1987 | L'Anneau de Zengara                                                                 | Amstrad CPC, Atari ST |
| 1987 | L'Oeil de Set                                                                       | Amstrad CPC |
| 1987 | La Chose de Grotemburg                                                              | Amstrad CPC |
| 1987 | M'Enfin                                                                             | Amstrad CPC |
| 1987 | Mange Cailloux                                                                      | Amstrad CPC |
| 1987 | Manhattan 95 Light                                                                  | Amstrad CPC |
| 1987 | Le Maître des Âmes                                                                  | Amstrad CPC, Atari ST, MS-DOS                                                                                                 |
| 1987 | Le Nécromancien                                                                     | Amstrad CPC |
| 1987 | Peur sur Amityville                                                                 | Amstrad CPC |
| 1988 | Conspiration de l'An III                                                            | Amstrad CPC |
| 1988 | Cybermind - Planet of Riddle                                                        | Atari ST |
| 1988 | EXIT                                                                                | Amstrad CPC |
| 1988 | Hurlements                                                                          | Amstrad CPC, MS-DOS |
| 1988 | L'Ile                                                                               | Amstrad CPC |
| 1989 | Fred                                                                                | Atari ST, Amiga |
| 1989 | Great Courts                                                                        | Amstrad CPC, Atari ST, MS-DOS, Amiga, Commodore 64, ZX Spectrum, Atari Lynx, Super Nintendo Entertainment System              |
| 1989 | Iron Lord                                                                           | Amstrad CPC, Atari ST, MS-DOS, Amiga, Commodore 64, ZX Spectrum                                                               |
| 1989 | Night Hunter                                                                        | Amstrad CPC, Atari ST |
| 1989 | Omeyad                                                                              | Amstrad CPC |
| 1989 | Puffy's Saga                                                                        | Amstrad CPC, Atari ST, MS-DOS, Amiga, Commodore 64, ZX Spectrum                                                               |
| 1989 | Skateball                                                                           | Amstrad CPC, Atari ST, MS-DOS, Amiga, Commodore 64, ZX Spectrum, Amstrad GX4000                                               |
| 1989 | Sphaira                                                                             | Amstrad CPC |
| 1989 | Terres et Conquérants                                                               | Amstrad CPC |
| 1989 | Twinworld                                                                           | Amstrad CPC, Atari ST, Amiga, Commodore 64, Acorn Archimedes                                                                  |
| 1990 | B.A.T.                                                                              | Amstrad CPC, Atari ST, MS-DOS, Amiga, Commodore 64                                                                            |
| 1990 | The Chessmaster 2000                                                                | Amstrad CPC |
| 1990 | Pick 'n Pile                                                                        | Amstrad CPC, Atari ST, Amiga, Commodore 64, ZX Spectrum, Atari 2600, Apple IIGS, macOS                                        |
| 1990 | Pro Tennis Tour                                                                     | Amstrad CPC |
| 1990 | RanX                                                                                | Atari ST, MS-DOS, Amiga |
| 1990 | Sauvez Yurk                                                                         | Amstrad CPC |
| 1990 | Unreal                                                                              | Atari ST, Amiga, MS-DOS |
| 1991 | Air Combat Aces                                                                     | Amiga |
| 1991 | Back to the Golden Age                                                              | Amstrad CPC, Atari ST |
| 1991 | Great Courts 2                                                                      | Atari ST, Amiga, MS-DOS |
| 1991 | Indiana Jones and the Last Crusade                                                  | Nintendo Entertainment System                                                                                                 |
| 1992 | B.A.T. II - The Koshan Conspiracy                                                   | Atari ST, Amiga, MS-DOS |
| 1992 | Dyna Blaster                                                                        | Atari ST, Amiga, MS-DOS |
| 1993 | F1 Pole Position                                                                    | Game Boy |
| 1993 | Jimmy Connors Pro Tennis Tour                                                       | Nintendo Entertainment System, Super Nintendo Entertainment System                                                            |
| 1994 | Payuta                                                                              | Microsoft Windows |
| 1994 | Street Racer                                                                        | Amiga, MS-DOS, PlayStation, Sega Saturn, Sega Genesis, Game Boy, Super Nintendo Entertainment System                          |
| 1995 | Action Soccer                                                                       | MS-DOS |
| 1995 | Anvil of Dawn                                                                       | MS-DOS |
| 1995 | Rayman                                                                              | Microsoft Windows, PlayStation, MS-DOS, Sega Saturn, Atari Jaguar, Game Boy Color                                             |
| 1996 | Alexi Lalas Red Hot Soccer                                                          | Microsoft Windows |
| 1996 | TIM7                                                                                | Microsoft Windows |
| 1997 | The Adventures of Valdo & Marie                                                     | Microsoft Windows |
| 1997 | F1 Pole Position 64                                                                 | Nintendo 64 |
| 1997 | F1 Racing Simulation                                                                | Microsoft Windows |
| 1997 | POD - Planet of Death                                                               | Microsoft Windows |
| 1997 | Rayman Designer                                                                     | Microsoft Windows |
| 1997 | Rayman Gold                                                                         | Microsoft Windows |
| 1997 | Sub Culture                                                                         | Microsoft Windows |
| 1997 | Tennis Arena                                                                        | PlayStation, Sega Saturn |
| 1998 | All Star Tennis '99                                                                 | PlayStation, Nintendo 64, Game Boy Color                                                                                      |
| 1998 | Asghan: The Dragon Slayer                                                           | Microsoft Windows |
| 1998 | Buck Bumble                                                                         | Nintendo 64 |
| 1998 | Hexcite                                                                             | Game Boy Color |
| 1998 | Laura's Happy Adventures                                                            | Microsoft Windows, Game Boy Color                                                                                             |
| 1998 | Rayman Forever                                                                      | Microsoft Windows |
| 1998 | Redline Racer                                                                       | Microsoft Windows |
| 1998 | S.C.A.R.S                                                                           | Microsoft Windows, PlayStation, Nintendo 64                                                                                   |
| 1998 | Shadow Gunner: The Robot Wars                                                       | PlayStation |
| 1998 | Skull Caps                                                                          | Microsoft Windows |
| 1998 | Speed Busters: American Highways                                                    | Microsoft Windows |
| 1999 | Alex Builds His Farm                                                                | Microsoft Windows |
| 1999 | Tonic Trouble                                                                       | Microsoft Windows, Nintendo 64                                                                                                |
| 1999 | All You Can Play: 10 Racing Games                                                   | Microsoft Windows |
| 1999 | Hell-Copter                                                                         | Microsoft Windows |
| 1999 | Hype: The Time Quest                                                                | Microsoft Windows, PlayStation 2                                                                                              |
| 1999 | Imperialism II: Age of Exploration                                                  | Microsoft Windows |
| 1999 | Monaco Grand Prix                                                                   | PlayStation, Nintendo 64, Dreamcast                                                                                           |
| 1999 | Monaco Grand Prix Racing Simulation 2                                               | Microsoft Windows |
| 1999 | Rayman 2: The Great Escape                                                          | Microsoft Windows, PlayStation, Nintendo 64, Dreamcast                                                                        |
| 1999 | Elmo's Number Journey (versió de la UE) & Elmo's Letter Adventure (versió de la UE) | PlayStation, Nintendo 64 |
| 1999 | Rocket: Robot on Wheels                                                             | Nintendo 64 |
| 1999 | Speed Devils                                                                        | Dreamcast |
| 1999 | Evolution: The World of Sacred Device                                               | Dreamcast |
| 1999 | Tom Clancy's Rainbow Six: Rogue Spear                                               | Microsoft Windows, PlayStation, Dreamcast, macOS                                                                              |
| 2000 | Animorphs                                                                           | Game Boy Color |
| 2000 | Arcatera: The Dark Brotherhood                                                      | Microsoft Windows |
| 2000 | Batman Beyond: Return of the Joker                                                  | PlayStation, Nintendo 64, Game Boy Color                                                                                      |
| 2000 | Disney's Dinosaur                                                                   | Microsoft Windows, PlayStation, PlayStation 2, Game Boy Color, Dreamcast                                                      |
| 2000 | Donald Duck: Goin' Quackers                                                         | Microsoft Windows, PlayStation, PlayStation 2, Nintendo 64, Game Boy Color, GameCube, Dreamcast                               |
| 2000 | Evolution 2: Far Off Promise                                                        | Dreamcast |
| 2000 | Grandia                                                                             | PlayStation |
| 2000 | Grandia 2                                                                           | Microsoft Windows, PlayStation 2, Dreamcast                                                                                   |
| 2000 | Infestation                                                                         | Microsoft Windows |
| 2000 | Little Nicky                                                                        | Game Boy Color |
| 2000 | Myst Masterpiece Edition                                                            | Microsoft Windows |
| 2000 | POD 2 / POD: Speedzone                                                              | Dreamcast |
| 2000 | RealMYST                                                                            | Microsoft Windows, macOS |
| 2000 | Speed Devils Online Racing                                                          | Dreamcast |
| 2000 | Stupid Invaders                                                                     | Microsoft Windows, Dreamcast                                                                                                  |
| 2000 | Theocracy                                                                           | Microsoft Windows |
| 2000 | Tom Clancy's Rainbow Six: Rogue Spear: Urban Operations                             | Microsoft Windows |
| 2001 | Alex Ferguson's Player Manager 2001                                                 | PlayStation |
| 2001 | Armored Core 2                                                                      | PlayStation 2 |
| 2001 | Batman: Vengeance                                                                   | Microsoft Windows, PlayStation 2, Xbox, Game Boy Advance, GameCube                                                            |
| 2001 | Batman: Gotham City Racer                                                           | PlayStation |
| 2001 | Batman: Chaos in Gotham                                                             | Game Boy Color |
| 2001 | Battle Realms                                                                       | Microsoft Windows |
| 2001 | Business Tycoon                                                                     | Microsoft Windows |
| 2001 | Capitalism 2                                                                        | Microsoft Windows |
| 2001 | Conflict Zone                                                                       | Microsoft Windows, PlayStation 2, Dreamcast                                                                                   |
| 2001 | Conquest: Frontier Wars                                                             | Microsoft Windows |
| 2001 | Dragon Riders: Chronicles of Pern                                                   | Microsoft Windows, Dreamcast                                                                                                  |
| 2001 | Evil Twin: Cyprien's Chronicles                                                     | Microsoft Windows, PlayStation 2, Dreamcast                                                                                   |
| 2001 | F1 Racing Championship                                                              | Microsoft Windows, PlayStation, PlayStation 2, Nintendo 64, Dreamcast                                                         |
| 2001 | Gunfighter: The Legend of Jesse James                                               | PlayStation |
| 2001 | IL-2 Sturmovik                                                                      | Microsoft Windows |
| 2001 | Jade Cocoon 2                                                                       | PlayStation 2 |
| 2001 | Lunar Legend                                                                        | Game Boy Advance |
| 2001 | Mum's Night Off                                                                     | PlayStation 2 |
| 2001 | Myst III: Exile                                                                     | Microsoft Windows, macOS |
| 2001 | Planet of the Apes                                                                  | Microsoft Windows, PlayStation                                                                                                |
| 2001 | Purple Elastic                                                                      | PlayStation, Nintendo 64, Game Boy Color                                                                                      |
| 2001 | Rayman 2: Revolution                                                                | PlayStation 2 |
| 2001 | Rayman Advance                                                                      | Game Boy Advance |
| 2001 | Rayman M                                                                            | Microsoft Windows, PlayStation 2                                                                                              |
| 2001 | Sunny Garcia Surfing                                                                | PlayStation 2 |
| 2001 | Tom Clancy's Ghost Recon                                                            | Microsoft Windows, PlayStation 2, Xbox, GameCube                                                                              |
| 2001 | Tom Clancy's Rainbow Six: Rogue Spear: Black Thorn                                  | Microsoft Windows |
| 2001 | Worms World Party                                                                   | Microsoft Windows, PlayStation, Game Boy Advance, N-Gage                                                                      |
| 2002 | Catz 5                                                                              | Microsoft Windows |
| 2002 | Chessmaster 9000                                                                    | Microsoft Windows, macOS |
| 2002 | Deathrow                                                                            | Xbox |
| 2002 | Destroyer Command                                                                   | Microsoft Windows |
| 2002 | Disney's PK: Out of the Shadows                                                     | PlayStation 2, GameCube |
| 2002 | Dogz 5                                                                              | Microsoft Windows, Game Boy Advance                                                                                           |
| 2002 | The Elder Scrolls III: Morrowind                                                    | Microsoft Windows, Xbox |
| 2002 | Evolution Worlds                                                                    | GameCube |
| 2002 | Hooters Road Trip                                                                   | Microsoft Windows, PlayStation                                                                                                |
| 2002 | Ice Age (videojoc)                                                                  | Game Boy Advance |
| 2002 | Marcel Desailly Pro Football                                                        | PlayStation |
| 2002 | Mike Tyson Boxing                                                                   | Game Boy Advance |
| 2002 | Moto Racer Advance                                                                  | Game Boy Advance |
| 2002 | Pro Rally 2002                                                                      | PlayStation 2, GameCube |
| 2002 | Rayman Arena                                                                        | Microsoft Windows, PlayStation 2, Xbox, GameCube                                                                              |
| 2002 | Rayman Rush                                                                         | PlayStation |
| 2002 | Rocky                                                                               | PlayStation 2, Xbox, Game Boy Advance, GameCube                                                                               |
| 2002 | The Settlers IV: Mission Pack                                                       | Microsoft Windows |
| 2002 | The Settlers IV: The Trojans and the Elixir of Power                                | Microsoft Windows |
| 2002 | The Sum of All Fears                                                                | Microsoft Windows, Game Boy Advance, GameCube                                                                                 |
| 2002 | Telefoot Manager                                                                    | PlayStation |
| 2002 | Tom Clancy's Splinter Cell                                                          | Microsoft Windows, PlayStation 2, Xbox, GameCube                                                                              |
| 2002 | Warlords Battlecry II                                                               | Microsoft Windows |
| 2003 | Ape Escape 2                                                                        | PlayStation 2 |
| 2003 | Batman: Rise of Sin Tzu                                                             | PlayStation 2, Xbox |
| 2003 | Beyond Good & Evil                                                                  | Microsoft Windows, PlayStation 2, Xbox, GameCube, Xbox Live Arcade, PlayStation Network                                       |
| 2003 | Catching Granda Jimmy: Battle of the Ages                                           | PlayStation 2, GameCube |
| 2003 | Charlie's Angels                                                                    | PlayStation 2, GameCube |
| 2003 | Chessmaster                                                                         | Microsoft Windows, PlayStation 2, Xbox                                                                                        |
| 2003 | Crouching Tiger, Hidden Dragon                                                      | PlayStation 2, Xbox, Game Boy Advance                                                                                         |
| 2003 | CSI: Crime Scene Investigation                                                      | Microsoft Windows, Xbox, macOS                                                                                                |
| 2003 | Downtown Run                                                                        | Microsoft Windows, PlayStation 2, GameCube                                                                                    |
| 2003 | Gunfighter II: Revenge of Jesse James                                               | PlayStation 2 |
| 2003 | Lock On: Modern Air Combat                                                          | Microsoft Windows |
| 2003 | Monster 4x4: Masters of Metal                                                       | PlayStation 2, GameCube |
| 2003 | Prince of Persia: The Sands of Time                                                 | Microsoft Windows, PlayStation 2, Xbox, Game Boy Advance, GameCube                                                            |
| 2003 | Rayman 3: Hoodlum Havoc                                                             | Microsoft Windows, PlayStation 2, Xbox, Game Boy Advance, GameCube, macOS, N-Gage                                             |
| 2003 | Shadowbane: The Rise of Chaos                                                       | Microsoft Windows |
| 2003 | Tom Clancy's Ghost Recon: Desert Siege                                              | Microsoft Windows |
| 2003 | Tom Clancy's Ghost Recon: Island Thunder                                            | Microsoft Windows, Xbox |
| 2003 | Tom Clancy's Rainbow Six 3: Raven Shield                                            | Microsoft Windows, PlayStation 2, Xbox, GameCube                                                                              |
| 2003 | Uru: Ages Beyond Myst                                                               | Microsoft Windows |
| 2003 | Warlords IV: Heroes of Etheria                                                      | Microsoft Windows |
| 2003 | Will Rock                                                                           | Microsoft Windows |
| 2003 | XIII                                                                                | Microsoft Windows, PlayStation 2, Xbox, GameCube                                                                              |
| 2004 | Alexander                                                                           | Microsoft Windows |
| 2004 | Asphalt Urban GT                                                                    | Nintendo DS, N-Gage, Telèfon mòbil                                                                                            |
| 2004 | Advance Guardian Heroes                                                             | Game Boy Advance |
| 2004 | Ape Escape: Pumped & Primed                                                         | PlayStation 2 |
| 2004 | Baldur's Gate: Dark Alliance                                                        | PlayStation 2 |
| 2004 | Chessmaster 10th Edition                                                            | Microsoft Windows |
| 2004 | CSI: Dark Motives                                                                   | Microsoft Windows, Nintendo DS                                                                                                |
| 2004 | CSI: Miami                                                                          | Microsoft Windows, iPhone |
| 2004 | The Dukes of Hazzard: Return of the General Lee                                     | PlayStation 2, Xbox |
| 2004 | Far Cry                                                                             | Microsoft Windows |
| 2004 | IL-2 Sturmovik: Forgotten Battles Ace Expansion Pack                                | Microsoft Windows |
| 2004 | Myst IV: Revelation                                                                 | Microsoft Windows, macOS |
| 2004 | Pacific Fighters                                                                    | Microsoft Windows |
| 2004 | The Political Machine                                                               | Microsoft Windows |
| 2004 | Prince of Persia: Warrior Within                                                    | Microsoft Windows, PlayStation 2, Xbox, GameCube                                                                              |
| 2004 | Rocky Legends                                                                       | PlayStation 2, Xbox |
| 2004 | Sherlock Holmes: Secret of the Silver Earring                                       | Microsoft Windows |
| 2004 | Sprung                                                                              | Nintendo DS |
| 2004 | Star Wars Trilogy: Apprentice of the Force                                          | Game Boy Advance |
| 2004 | Tom Clancy's Ghost Recon: Jungle Storm                                              | PlayStation 2, N-Gage |
| 2004 | Tom Clancy's Ghost Recon 2                                                          | PlayStation 2, Xbox, GameCube                                                                                                 |
| 2004 | Tom Clancy's Rainbow Six 3: Raven Shield: Athena Sword                              | Microsoft Windows |
| 2004 | Tom Clancy's Rainbow Six 3: Black Arrow                                             | Xbox |
| 2004 | Tom Clancy's Splinter Cell: Pandora Tomorrow                                        | Microsoft Windows, PlayStation 2, Xbox, GameCube                                                                              |
| 2004 | Uru: The Path of the Shell                                                          | Microsoft Windows |
| 2005 | 187 Ride or Die                                                                     | PlayStation 2, Xbox |
| 2005 | Asphalt 2: Urban GT                                                                 | Nintendo DS, PlayStation Portable, N-Gage                                                                                     |
| 2005 | Brothers in Arms: D-Day                                                             | PlayStation Portable |
| 2005 | Brothers in Arms: Earned in Blood                                                   | Microsoft Windows, PlayStation 2, Xbox                                                                                        |
| 2005 | Brothers in Arms: Road to Hill 30                                                   | Microsoft Windows, PlayStation 2, Xbox                                                                                        |
| 2005 | Cold Fear                                                                           | Microsoft Windows, PlayStation 2, Xbox                                                                                        |
| 2005 | Far Cry Instincts                                                                   | Xbox |
| 2005 | Flow: Urban Dance Uprising                                                          | PlayStation 2 |
| 2005 | Heroes of the Pacific                                                               | Microsoft Windows, PlayStation 2, Xbox                                                                                        |
| 2005 | Battles of Prince of Persia                                                         | Nintendo DS |
| 2005 | Kutaaa: The Dog of World                                                            | Game Boy Advance |
| 2005 | Lunar: Dragon Song                                                                  | Nintendo DS |
| 2005 | Myst V: End of Ages                                                                 | Microsoft Windows, macOS |
| 2005 | Peter Jackson's King Kong                                                           | Microsoft Windows, PlayStation 2, Xbox, Nintendo DS, Game Boy Advance, GameCube, PlayStation Portable, Xbox 360               |
| 2005 | Prince of Persia: The Two Thrones                                                   | Microsoft Windows, PlayStation 2, Xbox, GameCube, macOS                                                                       |
| 2005 | Prince of Persia: Revelations                                                       | PlayStation Portable |
| 2005 | Rayman DS                                                                           | Nintendo DS |
| 2005 | Rayman: Hoodlums' Revenge                                                           | Game Boy Advance |
| 2005 | Silent Hunter III                                                                   | Microsoft Windows |
| 2005 | Star Wars Episode III: Revenge of the Sith                                          | PlayStation 2, Xbox, Game Boy Advance                                                                                         |
| 2005 | The Settlers: Heritage of Kings                                                     | Microsoft Windows |
| 2005 | Tom Clancy's Ghost Recon 2: Summit Strike                                           | Xbox |
| 2005 | Tom Clancy's Rainbow Six 3: Raven Shield: Iron Wrath                                | Microsoft Windows |
| 2005 | Tom Clancy's Rainbow Six: Lockdown                                                  | Microsoft Windows, PlayStation 2, Xbox, GameCube                                                                              |
| 2005 | Tom Clancy's Splinter Cell: Chaos Theory                                            | Microsoft Windows, PlayStation 2, Xbox, GameCube                                                                              |
| 2005 | Tork: Prehistoric Punk                                                              | Xbox |
| 2005 | Trollz: Hair Affair!                                                                | Game Boy Advance |
| 2005 | Winnie the Pooh's Rumbly Tumbly Adventure                                           | PlayStation 2, Game Boy Advance, GameCube                                                                                     |
| 2005 | Yohoho! Puzzle Pirates                                                              | Microsoft Windows |
| 2006 | America's Army: Rise of a Soldier                                                   | Xbox |
| 2006 | AND 1 Streetball                                                                    | PlayStation 2, Xbox |
| 2006 | Astonishia Story                                                                    | PlayStation Portable |
| 2006 | Blazing Angels                                                                      | Microsoft Windows, PlayStation 3, Xbox, Xbox 360, Wii                                                                         |
| 2006 | Call of Juarez                                                                      | Microsoft Windows, Xbox 360                                                                                                   |
| 2006 | CSI: 3 Dimensions of Murder                                                         | Microsoft Windows, PlayStation 2                                                                                              |
| 2006 | Dark Messiah of Might and Magic                                                     | Microsoft Windows |
| 2006 | Devil May Cry 3                                                                     | Microsoft Windows |
| 2006 | Enchanted Arms                                                                      | PlayStation 3, Xbox 360 |
| 2006 | Faces of War                                                                        | Microsoft Windows |
| 2006 | Far Cry Instincts Evolution                                                         | Xbox |
| 2006 | Far Cry Instincts Predator                                                          | Xbox 360 |
| 2006 | Far Cry: Vengeance                                                                  | Wii |
| 2006 | GT Pro Series                                                                       | Wii |
| 2006 | Heroes of Might and Magic V                                                         | Microsoft Windows, macOS |
| 2006 | Heroes of Might and Magic V: Hammers of Fate                                        | Microsoft Windows |
| 2006 | Import Tuner Challenge                                                              | Xbox 360 |
| 2006 | Lost Magic                                                                          | Nintendo DS |
| 2006 | Monster 4x4 World Circuit                                                           | Wii |
| 2006 | Open Season                                                                         | Microsoft Windows, PlayStation 2, PlayStation Portable, Xbox, Xbox 360, Game Boy Advance, GameCube, Nintendo DS, Wii          |
| 2006 | Paradise                                                                            | Microsoft Windows |
| 2006 | Rayman Raving Rabbids                                                               | Microsoft Windows, PlayStation 2, Xbox 360, Nintendo DS, Wii, Game Boy Advance                                                |
| 2006 | Red Steel                                                                           | Wii |
| 2006 | Star Wars: Lethal Alliance                                                          | PlayStation Portable, Nintendo DS                                                                                             |
| 2006 | Street Riders                                                                       | PlayStation Portable |
| 2006 | Tom Clancy's Ghost Recon Advanced Warfighter                                        | Microsoft Windows, PlayStation 2, Xbox, Xbox 360                                                                              |
| 2006 | Tom Clancy's Rainbow Six: Critical Hour                                             | Xbox |
| 2006 | Tom Clancy's Rainbow Six: Vegas                                                     | Microsoft Windows, PlayStation 3, PlayStation Portable, Xbox 360                                                              |
| 2006 | Tom Clancy's Splinter Cell: Essentials                                              | PlayStation Portable |
| 2006 | Tom Clancy's Splinter Cell: Double Agent                                            | Microsoft Windows, PlayStation 2, Xbox, Xbox 360, Wii, GameCube                                                               |
| 2007 | Assassin's Creed                                                                    | Microsoft Windows, PlayStation 3, Xbox 360                                                                                    |
| 2007 | America's Army: True Soldiers                                                       | Xbox 360 |
| 2007 | Beowulf: The Game                                                                   | Microsoft Windows, PlayStation 3, PlayStation Portable, Xbox 360                                                              |
| 2007 | Blazing Angels 2: Secret Missions of WWII                                           | Microsoft Windows, PlayStation 3, Xbox 360                                                                                    |
| 2007 | CSI: Hard Evidence                                                                  | Microsoft Windows, Xbox 360, Wii                                                                                              |
| 2007 | The Dog Island                                                                      | PlayStation 2, Wii |
| 2007 | Driver: Parallel Lines                                                              | Microsoft Windows, Wii |
| 2007 | Driver 76                                                                           | PlayStation Portable |
| 2007 | Heroes of Might and Magic V: Tribes of the East                                     | Microsoft Windows |
| 2007 | Imagine: Animal Doctor                                                              | Nintendo DS |
| 2007 | Imagine: Babyz                                                                      | Nintendo DS |
| 2007 | Imagine: Fashion Designer                                                           | Nintendo DS |
| 2007 | Imagine: Figure Skater                                                              | Nintendo DS |
| 2007 | Imagine: Master Chef                                                                | Nintendo DS |
| 2007 | My French Coach                                                                     | Nintendo DS, Wii |
| 2007 | My French Coach Level 2: Intermediate                                               | Nintendo DS |
| 2007 | My Spanish Coach                                                                    | PlayStation Portable, Nintendo DS, Wii                                                                                        |
| 2007 | My Spanish Coach Level 2: Intermediate                                              | Nintendo DS |
| 2007 | My Word Coach                                                                       | Nintendo DS, Wii |
| 2007 | My Dutch Coach                                                                      | Nintendo DS |
| 2007 | Naruto: Rise of a Ninja                                                             | Xbox 360 |
| 2007 | No More Heroes                                                                      | Wii |
| 2007 | Petz Dogz 2                                                                         | PlayStation 2, Wii |
| 2007 | Petz Catz 2                                                                         | PlayStation 2, Wii |
| 2007 | Prince of Persia: Rival Swords                                                      | PlayStation Portable, Wii |
| 2007 | Prince of Persia Classic                                                            | Xbox 360, iOS |
| 2007 | Pawly Pets: My Animal Hospital                                                      | Microsoft Windows |
| 2007 | Rayman Raving Rabbids 2                                                             | Nintendo DS, Wii |
| 2007 | Real Football 2008                                                                  | Nintendo DS |
| 2007 | Resident Evil 4                                                                     | Microsoft Windows |
| 2007 | Rocky Balboa                                                                        | PlayStation Portable |
| 2007 | Silent Hunter 4: Wolves of the Pacific                                              | Microsoft Windows |
| 2007 | Surf's Up                                                                           | Microsoft Windows, PlayStation 3, PlayStation 2, PlayStation Portable, Xbox 360, Nintendo DS, Wii, Game Boy Advance, GameCube |
| 2007 | The Settlers II 10th Anniversary                                                    | Microsoft Windows |
| 2007 | The Settlers: Rise of an Empire                                                     | Microsoft Windows |
| 2007 | Tom Clancy's Ghost Recon Advanced Warfighter 2                                      | Microsoft Windows, PlayStation 3, Xbox 360                                                                                    |
| 2007 | TMNT                                                                                | Microsoft Windows, PlayStation 3, PlayStation 2, PlayStation Portable, Xbox 360, Nintendo DS, Wii, Game Boy Advance, GameCube |
| 2007 | World in Conflict                                                                   | Microsoft Windows |
| 2008 | Armored Core: For Answer                                                            | PlayStation 3, Xbox 360 |
| 2008 | Battle of Giants: Dinosaurs                                                         | Nintendo DS |
| 2008 | Brothers in Arms: Hell's Highway                                                    | Microsoft Windows, PlayStation 3, Xbox 360                                                                                    |
| 2008 | Cesar Millan's The Dog Whisperer                                                    | Microsoft Windows, Nintendo DS                                                                                                |
| 2008 | Circus Games                                                                        | Wii |
| 2008 | CSI: NY                                                                             | Microsoft Windows |
| 2008 | Dark Messiah of Might and Magic: Elements                                           | Xbox 360 |
| 2008 | Emergency Heroes                                                                    | Wii |
| 2008 | Ener-G                                                                              | Nintendo DS |
| 2008 | Far Cry 2                                                                           | Microsoft Windows, PlayStation 3, Xbox 360                                                                                    |
| 2008 | Haze                                                                                | PlayStation 3 |
| 2008 | Imagine: Fashion Party                                                              | Wii |
| 2008 | Imagine: Party Babyz                                                                | Wii |
| 2008 | Lost: Via Domus                                                                     | Microsoft Windows, PlayStation 3, Xbox 360                                                                                    |
| 2008 | Movie Games                                                                         | Wii |
| 2008 | My Fun Facts Coach                                                                  | Nintendo DS |
| 2008 | My Japanese Coach                                                                   | Nintendo DS |
| 2008 | My Chinese Coach                                                                    | Nintendo DS |
| 2008 | My Life Coach                                                                       | Nintendo DS |
| 2008 | My SAT Coach                                                                        | Nintendo DS |
| 2008 | My Weight Loss Coach                                                                | Nintendo DS |
| 2008 | Naruto: The Broken Bond                                                             | Xbox 360 |
| 2008 | Petz: Crazy Monkeyz                                                                 | Wii |
| 2008 | Petz: Horsez Club                                                                   | Wii |
| 2008 | Petz: Rescue Wildlife Vet                                                           | Wii |
| 2008 | Petz Sports: Dog Playground                                                         | Wii |
| 2008 | Prince of Persia                                                                    | Microsoft Windows, PlayStation 3, Xbox 360, macOS                                                                             |
| 2008 | Rayman Raving Rabbids TV Party                                                      | Nintendo DS, Wii |
| 2008 | Shaun White Snowboarding                                                            | Microsoft Windows, PlayStation 3, Xbox 360, Wii                                                                               |
| 2008 | Silent Hunter IV: U-Boat Mission                                                    | Microsoft Windows |
| 2008 | Tom Clancy's EndWar                                                                 | Microsoft Windows, PlayStation 3, PlayStation Portable, Xbox 360, Nintendo DS                                                 |
| 2008 | Totally Spies! Totally Party                                                        | Microsoft Windows, PlayStation 2, Wii                                                                                         |
| 2008 | Tom Clancy's Rainbow Six: Vegas 2                                                   | Microsoft Windows, PlayStation 3, Xbox 360                                                                                    |
| 2008 | TV Show King Party                                                                  | Wii |
| 2009 | Academy of Champions                                                                | Wii |
| 2009 | Anno 1404                                                                           | Microsoft Windows, Nintendo DS, Wii                                                                                           |
| 2009 | Assassin's Creed II                                                                 | Microsoft Windows, PlayStation 3, Xbox 360, macOS                                                                             |
| 2009 | Assassin's Creed: Bloodlines                                                        | PlayStation Portable |
| 2009 | Assassin's Creed: Altaïr's Chronicles                                               | Microsoft Windows Phone, Nintendo DS, iOS, WebOS                                                                              |
| 2009 | Asterix: These Romans Are Crazy!                                                    | Nintendo DS |
| 2009 | Battle of Giants: Dragons                                                           | Nintendo DS |
| 2009 | C.O.P.: The Recruit                                                                 | Nintendo DS |
| 2009 | Call of Juarez: Bound in Blood                                                      | Microsoft Windows, PlayStation 3, Xbox 360                                                                                    |
| 2009 | Cloudy with a Chance of Meatballs                                                   | Microsoft Windows, PlayStation 3, PlayStation Portable, Xbox 360, Nintendo DS, Wii                                            |
| 2009 | Cover Girl                                                                          | PlayStation Portable |
| 2009 | CSI: Deadly Intent                                                                  | Microsoft Windows, Xbox 360, Nintendo DS, Wii                                                                                 |
| 2009 | Grey's Anatomy: The Video Game                                                      | Microsoft Windows, Nintendo DS, Wii                                                                                           |
| 2009 | Hamsterz Life 2                                                                     | Nintendo DS |
| 2009 | Heroes Over Europe                                                                  | Microsoft Windows, PlayStation 3, Xbox 360                                                                                    |
| 2009 | Imagine: Gymnast                                                                    | Nintendo DS |
| 2009 | James Cameron's Avatar: The Game                                                    | Microsoft Windows, PlayStation 3, PlayStation Portable, Xbox 360, Nintendo DS, Wii                                            |
| 2009 | Just Dance                                                                          | Wii |
| 2009 | Rabbids Go Home                                                                     | Nintendo DS, Wii |
| 2009 | Shaun White Snowboarding: World Stage                                               | Wii |
| 2009 | Style Lab: Makeover                                                                 | Nintendo DS |
| 2009 | Tenchu: Shadow Assassins                                                            | PlayStation Portable, Wii |
| 2009 | Tom Clancy's H.A.W.X                                                                | Microsoft Windows, PlayStation 3, Xbox 360                                                                                    |
| 2009 | Teenage Mutant Ninja Turtles: Smash-Up                                              | PlayStation 2, Wii |
| 2009 | Velvet Assassin                                                                     | Microsoft Windows, Xbox 360, macOS                                                                                            |
| 2009 | Wheelman                                                                            | Microsoft Windows, PlayStation 3, Xbox 360                                                                                    |
| 2009 | World in Conflict: Soviet Assault                                                   | Microsoft Windows |
| 2009 | Your Shape                                                                          | Wii |
| 2010 | Assassin's Creed: Brotherhood                                                       | Microsoft Windows, PlayStation 3, Xbox 360, macOS                                                                             |
| 2010 | Battle Tag                                                                          | Laser tag |
| 2010 | Battle of Giants: Dinosaurs Fight for Survival                                      | Nintendo DS |
| 2010 | Battle of Giants: Mutant Insects                                                    | Nintendo DS |
| 2010 | Battle of Giants: Mutant Insects Revenge                                            | Nintendo DS |
| 2010 | CSI: Fatal Conspiracy                                                               | Microsoft Windows, PlayStation 3, Xbox 360, Wii                                                                               |
| 2010 | Dance on Broadway                                                                   | PlayStation 3, Wii |
| 2010 | Just Dance 2                                                                        | Wii |
| 2010 | Just Dance Kids                                                                     | Wii |
| 2010 | Michael Jackson: The Experience                                                     | PlayStation Portable, PlayStation Move, Xbox 360 Kinect, Nintendo DS, Wii                                                     |
| 2010 | No More Heroes 2: Desperate Struggle                                                | Wii |
| 2010 | Prince of Persia                                                                    | Nintendo 3DS, Wii, iOS |
| 2010 | Prince of Persia: The Forgotten Sands                                               | Microsoft Windows, PlayStation 3, PlayStation Portable, Xbox 360, Nintendo DS, Wii                                            |
| 2010 | Racket Sports                                                                       | PlayStation 3, PlayStation Move                                                                                               |
| 2010 | Raving Rabbids Travel In Time                                                       | Nintendo 3DS, Wii |
| 2010 | Red Steel 2                                                                         | Wii |
| 2010 | R.U.S.E.                                                                            | Microsoft Windows, PlayStation 3, Xbox 360, Wii, macOS                                                                        |
| 2010 | Scott Pilgrim vs. the World: The Game                                               | PlayStation Network, Xbox Live Arcade                                                                                         |
| 2010 | Shaun White Skateboarding                                                           | Microsoft Windows, PlayStation 3, Xbox 360, Wii                                                                               |
| 2010 | The Settlers 7: Paths to a Kingdom                                                  | Microsoft Windows, macOS |
| 2010 | Tom Clancy's H.A.W.X 2                                                              | Microsoft Windows, PlayStation 3, Xbox 360                                                                                    |
| 2010 | Tom Clancy's Ghost Recon Predator                                                   | PlayStation Portable |
| 2010 | Tom Clancy's Splinter Cell: Conviction                                              | Microsoft Windows, Xbox 360                                                                                                   |
| 2011 | Les aventures de Tintín: El secret de l'Unicorn                                     | Microsoft Windows, PlayStation 3, Xbox 360, Nintendo 3DS, Wii, iOS                                                            |
| 2011 | ABBA: You Can Dance                                                                 | Wii |
| 2011 | Anno 2070                                                                           | Microsoft Windows |
| 2011 | Assassin's Creed: Revelations                                                       | Microsoft Windows, PlayStation 3, Xbox 360                                                                                    |
| 2011 | Call of Juarez: The Cartel                                                          | Microsoft Windows, PlayStation 3, Xbox 360                                                                                    |
| 2011 | Cubic Ninja                                                                         | Nintendo 3DS |
| 2011 | Driver: Renegade 3D                                                                 | Nintendo 3DS |
| 2011 | Driver: San Francisco                                                               | Microsoft Windows, PlayStation 3, Xbox 360, Nintendo 3DS, Wii macOS                                                           |
| 2011 | Dungeon Hunter: Alliance                                                            | PlayStation 3, PlayStation Vita                                                                                               |
| 2011 | From Dust                                                                           | Microsoft Windows, PlayStation Network, Xbox Live Arcade                                                                      |
| 2011 | IL-2 Sturmovik: Cliffs of Dover                                                     | Microsoft Windows |
| 2011 | James Noir's Hollywood Crimes                                                       | Nintendo 3DS, iOS |
| 2011 | Just Dance Summer Party                                                             | Wii |
| 2011 | Just Dance 3                                                                        | PlayStation 3, Xbox 360, Wii                                                                                                  |
| 2011 | Just Dance Kids 2                                                                   | PlayStation 3, Xbox 360, Wii                                                                                                  |
| 2011 | Might & Magic: Heroes VI                                                            | Microsoft Windows |
| 2011 | NCIS: The Game                                                                      | Microsoft Windows, PlayStation 3, Xbox 360                                                                                    |
| 2011 | Outland                                                                             | PlayStation Network, Xbox Live Arcade                                                                                         |
| 2011 | Rabbids Go Home 2: World Tour Crazy Adventures                                      | Nintendo 3DS |
| 2011 | Raving Rabbids Alive & Kicking                                                      | Xbox 360 |
| 2011 | Rayman 3D                                                                           | Nintendo 3DS |
| 2011 | Rayman Origins                                                                      | Microsoft Windows, PlayStation 3, PlayStation Vita, Xbox 360, Nintendo 3DS, Wii                                               |
| 2011 | The Smurfs                                                                          | Nintendo DS, Wii |
| 2011 | The Smurfs Dance Party                                                              | Wii |
| 2011 | Tom Clancy's Ghost Recon: Shadow Wars                                               | Nintendo 3DS |
| 2011 | Zeit²                                                                               | Microsoft Windows, Xbox 360                                                                                                   |
| 2012 | Assassin's Creed III                                                                | Microsoft Windows, PlayStation 3, Xbox 360, Wii U                                                                             |
| 2012 | Assassin's Creed III: Liberation                                                    | PlayStation Vita |
| 2012 | Babel Rising 3D                                                                     | Microsoft Windows, PlayStation 3, Xbox 360                                                                                    |
| 2012 | ESPN Sports Connection                                                              | Wii U |
| 2012 | Far Cry 3                                                                           | Microsoft Windows, PlayStation 3, Xbox 360                                                                                    |
| 2012 | I Am Alive                                                                          | Microsoft Windows, PlayStation 3, PlayStation Network, Xbox 360, Xbox Live Arcade                                             |
| 2012 | Just Dance: Best Of                                                                 | Xbox 360, Wii |
| 2012 | Just Dance 4                                                                        | PlayStation 3, Xbox 360, Wii U, Wii                                                                                           |
| 2012 | Lumines Electronic Symphony                                                         | PlayStation Vita |
| 2012 | Marvel Avengers: Battle for Earth                                                   | Xbox 360, Wii U |
| 2012 | Mad Riders                                                                          | Microsoft Windows, PlayStation 3, Xbox 360                                                                                    |
| 2012 | Rocksmith                                                                           | Microsoft Windows, PlayStation 4, PlayStation 3, Xbox 360, macOS                                                              |
| 2012 | Shoot Many Robots                                                                   | Microsoft Windows, PlayStation 3, Xbox 360                                                                                    |
| 2012 | Monster 4x4                                                                         | Nintendo 3DS |
| 2012 | Rabbids Matter of Party                                                             | PlayStation Vita, Nintendo 3DS, Wii                                                                                           |
| 2012 | Rabbids Land                                                                        | Wii U |
| 2012 | Rabbids Rumble                                                                      | Nintendo 3DS |
| 2012 | The Expendables 2: The Video Game                                                   | Microsoft Windows, PlayStation 3, Xbox 360                                                                                    |
| 2012 | The Hip Hop Dance Experience                                                        | Xbox 360, Wii |
| 2012 | Tom Clancy's Ghost Recon: Future Soldier                                            | Microsoft Windows, PlayStation 3, Xbox 360                                                                                    |
| 2012 | Tom Clancy's Ghost Recon Online                                                     | Microsoft Windows, Wii U |
| 2012 | Trials Evolution                                                                    | Xbox Live Arcade |
| 2012 | Your Shape: Fitness Evolved 2012                                                    | Xbox 360 |
| 2012 | ZombiU                                                                              | Wii U; (As Zombi: Microsoft Windows, PlayStation 4, Xbox One)                                                                 |
| 2013 | Assassin's Creed IV: Black Flag                                                     | Microsoft Windows, PlayStation 4, PlayStation 3, Xbox One, Xbox 360, Wii U                                                    |
| 2013 | Assassin's Creed: Freedom Cry                                                       | Microsoft Windows, PlayStation 4, PlayStation 3, Xbox One, Xbox 360                                                           |
| 2013 | Assassin's Creed Pirates                                                            | iOS, Android |
| 2013 | Call of Juarez: Gunslinger                                                          | Microsoft Windows, PlayStation 3, Xbox 360                                                                                    |
| 2013 | Far Cry 3: Blood Dragon                                                             | Microsoft Windows, PlayStation 3, Xbox 360                                                                                    |
| 2013 | Growtopia                                                                           | Android, iOS, Microsoft Windows, macOS, Nintendo Switch, PlayStation 4, Xbox One                                              |
| 2013 | Just Dance 2014                                                                     | PlayStation 4, PlayStation 3, Xbox One, Xbox 360, Wii U, Wii                                                                  |
| 2013 | The Mighty Quest for Epic Loot                                                      | Microsoft Windows |
| 2013 | Panzer General Online                                                               | Microsoft Windows |
| 2013 | Rayman Legends                                                                      | Microsoft Windows, PlayStation 4, PlayStation 3, PlayStation Vita, Xbox One, Xbox 360, Wii U                                  |
| 2013 | ShootMania Storm                                                                    | Microsoft Windows |
| 2013 | Spartacus Legends                                                                   | PlayStation 3, Xbox 360 |
| 2013 | The Smurfs 2                                                                        | PlayStation 3, Xbox 360, Wii U, Wii, Nintendo DS                                                                              |
| 2013 | Tom Clancy's Splinter Cell: Blacklist                                               | Microsoft Windows, PlayStation 3, Xbox 360, Wii U                                                                             |
| 2013 | Trials Evolution: Gold Edition                                                      | Microsoft Windows |
| 2013 | Your Shape: Fitness Evolved 2013                                                    | Wii U |
| 2014 | Assassin's Creed Rogue                                                              | Microsoft Windows, PlayStation 3, Xbox 360                                                                                    |
| 2014 | Assassin's Creed Unity                                                              | Microsoft Windows, PlayStation 4, Xbox One                                                                                    |
| 2014 | Bot Squad                                                                           | iOS |
| 2014 | Child of Light                                                                      | Microsoft Windows, PlayStation 4, PlayStation 3, PlayStation Vita, Xbox One, Xbox 360, Nintendo Switch, Wii U                 |
| 2014 | Far Cry 4                                                                           | Microsoft Windows, PlayStation 4, PlayStation 3, Xbox One, Xbox 360                                                           |
| 2014 | Just Dance 2015                                                                     | PlayStation 4, PlayStation 3, Xbox One, Xbox 360, Wii U, Wii                                                                  |
| 2014 | Might & Magic X: Legacy                                                             | Microsoft Windows |
| 2014 | South Park: The Stick of Truth                                                      | Microsoft Windows, PlayStation 4, PlayStation 3, Xbox One, Xbox 360, Nintendo Switch                                          |
| 2014 | Tetris Ultimate                                                                     | Microsoft Windows, PlayStation 4, PlayStation Vita, Xbox One, Nintendo 3DS                                                    |
| 2014 | The Crew                                                                            | Microsoft Windows, PlayStation 4, Xbox One, Xbox 360                                                                          |
| 2014 | Trials Fusion                                                                       | Microsoft Windows, PlayStation 4, Xbox One, Xbox 360                                                                          |
| 2014 | Valiant Hearts: The Great War                                                       | Microsoft Windows, PlayStation 4, PlayStation 3, Xbox One, Xbox 360                                                           |
| 2014 | Watch Dogs                                                                          | Microsoft Windows, PlayStation 4, PlayStation 3, Xbox One, Xbox 360, Wii U                                                    |
| 2015 | Anno 2205                                                                           | Microsoft Windows |
| 2015 | Assassin's Creed Identity                                                           | iOS, Android |
| 2015 | Assassin's Creed Chronicles                                                         | Microsoft Windows, PlayStation 4, Xbox One                                                                                    |
| 2015 | Assassin's Creed Syndicate                                                          | Microsoft Windows, PlayStation 4, Xbox One                                                                                    |
| 2015 | Driver Speedboat Paradise                                                           | iOS, Android |
| 2015 | Grow Home                                                                           | Microsoft Windows, PlayStation 4                                                                                              |
| 2015 | Just Dance 2016                                                                     | PlayStation 4, PlayStation 3, Xbox One, Xbox 360, Wii U, Wii                                                                  |
| 2015 | Tom Clancy's Rainbow Six Siege                                                      | Microsoft Windows, PlayStation 4, Xbox One                                                                                    |
| 2015 | Toy Soldiers: War Chest                                                             | Microsoft Windows, PlayStation 4, Xbox One                                                                                    |
| 2016 | Eagle Flight                                                                        | Microsoft Windows, PlayStation 4                                                                                              |
| 2016 | Far Cry Primal                                                                      | Microsoft Windows, PlayStation 4, Xbox One                                                                                    |
| 2016 | Grow Up                                                                             | Microsoft Windows, PlayStation 4, Xbox One                                                                                    |
| 2016 | Hungry Shark Evolution                                                              | iOS, Android |
| 2016 | Just Dance 2017                                                                     | Microsoft Windows, PlayStation 4, PlayStation 3, Xbox One, Xbox 360, Nintendo Switch, Wii U, Wii                              |
| 2016 | Steep                                                                               | Microsoft Windows, PlayStation 4, Xbox One                                                                                    |
| 2016 | Tom Clancy's The Division                                                           | Microsoft Windows, PlayStation 4, Xbox One                                                                                    |
| 2016 | Trials of The Blood Dragon                                                          | Microsoft Windows, PlayStation 4, Xbox One                                                                                    |
| 2016 | TrackMania Turbo                                                                    | Microsoft Windows, PlayStation 4, Xbox One                                                                                    |
| 2016 | Watch Dogs 2                                                                        | Microsoft Windows, PlayStation 4, Xbox One                                                                                    |
| 2016 | Werewolves Within                                                                   | Microsoft Windows |
| 2017 | Assassin's Creed Origins                                                            | Microsoft Windows, PlayStation 4, Xbox One                                                                                    |
| 2017 | Atomega                                                                             | Microsoft Windows |
| 2017 | For Honor                                                                           | Microsoft Windows, PlayStation 4, Xbox One                                                                                    |
| 2017 | Just Dance 2018                                                                     | Microsoft Windows, PlayStation 4, PlayStation 3, Xbox One, Xbox 360, Nintendo Switch, Wii U, Wii                              |
| 2017 | Mario + Rabbids Kingdom Battle                                                      | Nintendo Switch |
| 2017 | Ode                                                                                 | Microsoft Windows |
| 2017 | South Park: The Fractured but Whole                                                 | Microsoft Windows, PlayStation 4, Xbox One, Nintendo Switch                                                                   |
| 2017 | Star Trek: Bridge Crew                                                              | Microsoft Windows, PlayStation 4                                                                                              |
| 2017 | Tom Clancy's Ghost Recon Wildlands                                                  | Microsoft Windows, PlayStation 4, Xbox One                                                                                    |
| 2017 | Tom Clancy's ShadowBreak                                                            | iOS, Android |
| 2018 | Hungry Dragon                                                                       | iOS, Android |
| 2018 | Might & Magic: Elemental Guardians                                                  | iOS, Android |
| 2018 | Far Cry 5                                                                           | Microsoft Windows, PlayStation 4, Xbox One                                                                                    |
| 2018 | The Crew 2                                                                          | Microsoft Windows, PlayStation 4, Xbox One                                                                                    |
| 2018 | Transference                                                                        | Microsoft Windows, PlayStation 4, Xbox One                                                                                    |
| 2018 | Assassin's Creed Odyssey                                                            | Microsoft Windows, PlayStation 4, Xbox One                                                                                    |
| 2018 | Starlink: Battle for Atlas                                                          | Microsoft Windows, PlayStation 4, Xbox One, Nintendo Switch                                                                   |
| 2018 | Hungry Shark World                                                                  | PlayStation 4, Xbox One, Nintendo Switch                                                                                      |
| 2018 | Just Dance 2019                                                                     | PlayStation 4, Xbox 360, Xbox One, Nintendo Switch, Wii, Wii U                                                                |
| 2019 | Trials Rising                                                                       | Microsoft Windows, PlayStation 4, Xbox One, Nintendo Switch                                                                   |
| 2019 | Far Cry: New Dawn                                                                   | Microsoft Windows, PlayStation 4, Xbox One                                                                                    |
| 2019 | Anno 1800                                                                           | Microsoft Windows |
| 2019 | Tom Clancy's The Division 2                                                         | Microsoft Windows, PlayStation 4, Xbox One                                                                                    |
| 2019 | The Settlers                                                                        | Microsoft Windows |
| 2019 | Tom Clancy's Ghost Recon Breakpoint                                                 | Microsoft Windows, PlayStation 4, Xbox One                                                                                    |
| 2019 | Just Dance 2020                                                                     | PlayStation 4, Stadia, Wii, Xbox One, Nintendo Switch                                                                         |
| 2020 | Gods & Monsters                                                                     | Microsoft Windows, PlayStation 4, Xbox One, Nintendo Switch                                                                   |
| 2020 | Roller Champions                                                                    | Microsoft Windows |
| 2020 | Tom Clancy's Elite Squad                                                            | Android, iOS, Nintendo Switch                                                                                                 |
| 2020 | Tom Clancy's Rainbow Six Quarantine                                                 | Microsoft Windows, PlayStation 4, Xbox One                                                                                    |
| 2020 | Watch Dogs: Legion                                                                  | Google Stadia, Microsoft Windows, PlayStation 4, Xbox One                                                                     |
| TBA  | Beyond Good and Evil 2                                                              | TBA |
| TBA  | Skull & Bones                                                                       | Microsoft Windows, PlayStation 4, Xbox One                                                                                    |

## Llista de videojocs cancel·lats
| Títol                            | Plataforma(es)                             |
| -------------------------------- | ------------------------------------------ |
| Brothers in Arms: Furious 4      | Microsoft Windows, PlayStation 3, Xbox 360 |
| Tom Clancy's Rainbow 6: Patriots | Microsoft Windows, PlayStation 4, Xbox One |
| Campus                           | PlayStation 2, Xbox                        |